# القتل شنيع
القتل شنيع (بالإنجليزية: Murder Most Foul) هو الفيلم الثالث من أصل سلسلة من أربعة أفلام للآنسة جين ماربل وهو مبني على رواية موت السيدة ماجنتي من إنشاء وتأليف كاتبة الغموض أجاثا كريستي، ولكن تم استبدال بطل الرواية الأصلي هيركيول بوارو بالآنسة ماربل ومعظم الشخصيات الأخرى ليست في القصة الأصلية. صدر الفيلم في عام 1964 وكان من إخراج جورج بولوك، مع ديفيد بورسال

## طاقم التمثيل
- مارغريت روثرفورد - الآنسة جين ماربل
- رون مودي - هـ. دريفولد كوسجود
- باد تينجويل - المفتش كرادوك
- أندرو كروكشانك - جستس كروسبي
- ميغس جنكينز - غلاديس توماس
- دينيس برايس - هاريس تمبريل
- رالف ميشيل - رالف سامرز
- جيمس بولام - بيل هانسون،
- سترينجر ديفيس - جيم سترينجر
- فرانشيسكا أنيس - شيلا آبوارد
- أليسون سيبهوم - إيفا مكجونيجال
- تيري سكوت - الشرطي ويلز
- بولين جيمسون - مورين سامرز
- موريس جيد - جورج راوتون
- أنيت كير - دوروثي
- وندسور ديفيز - الرقيب طوب
- نيل ستايسي - آرثر
- ستيلا تانر - فلوري

## روابط خارجية
- القتل شنيع على موقع IMDb (الإنجليزية)
- القتل شنيع على موقع نتفليكس (الإنجليزية)
- القتل شنيع على موقع قاعدة بيانات الأفلام العربية
- القتل شنيع على موقع ألو سيني (الفرنسية)
- القتل شنيع على موقع Turner Classic Movies (الإنجليزية)
- القتل شنيع على موقع أول موفي (الإنجليزية)
- القتل شنيع على موقع فيلمافينيتي (الإسبانية)
- القتل شنيع على موقع قاعدة بيانات الأفلام السويدية (السويدية)
- القتل شنيع على موقع قاعدة بيانات الفيلم (الإنجليزية)
- القتل شنيع على موقع ليتربوكسد (الإنجليزية)